# Ve corps d'armée (Grèce)
Le Ve corps d'armée (en grec moderne : grec moderne : Ε' Σώμα Στρατού) est un ancien corps d'armée des forces grecques actif de 1913 à 1916, de 1926 à 1927 et de 1935–1941. Basé à Ioannina puis à Alexandroupoli, il a été engagé en Épire du Nord en 1913-1914 et dans la guerre italo-grecque.